# Motel

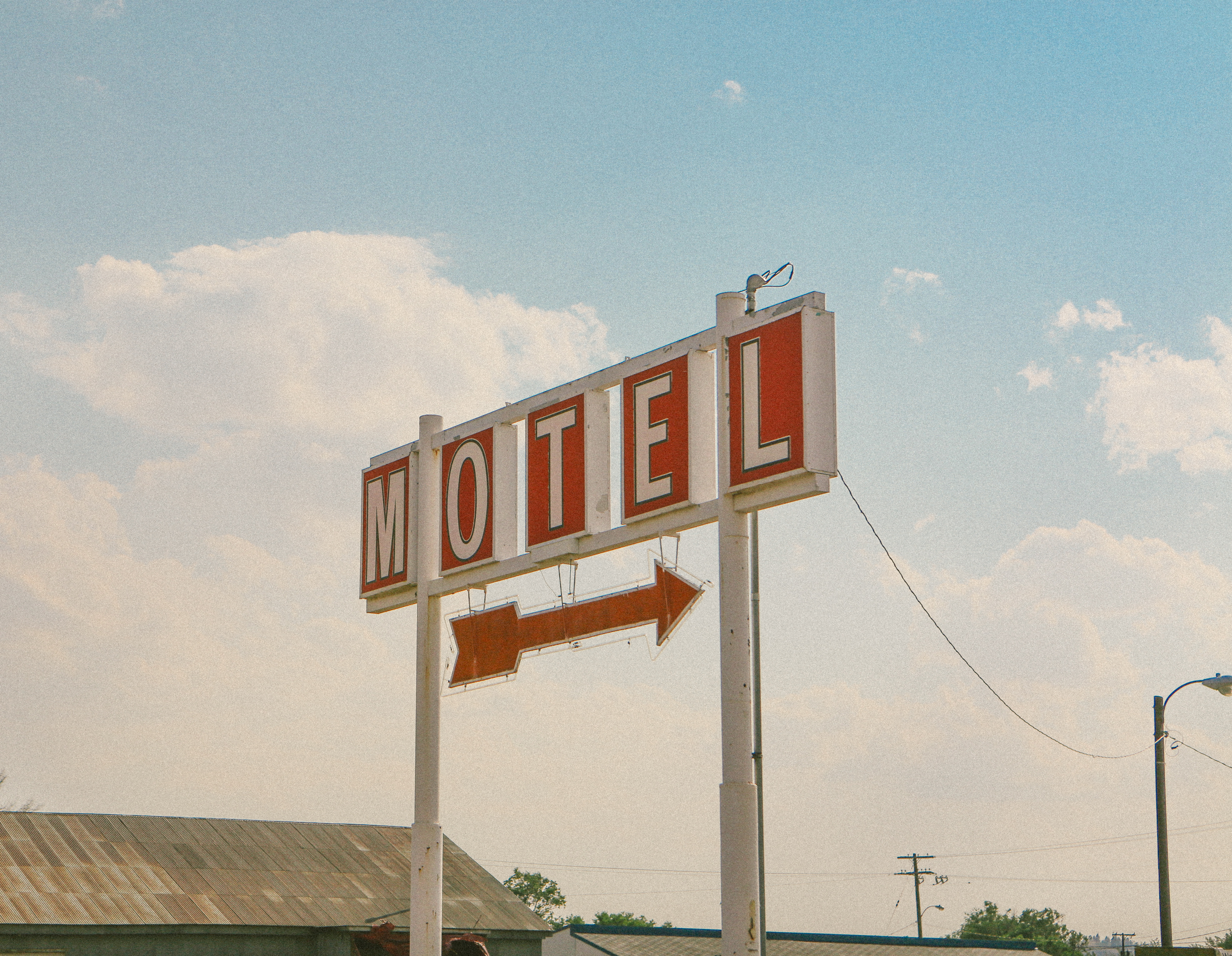
Un motel en Estados Unidos (2015).

Un motel (acrónimo de motor hotel) es un alojamiento característico de carretera, un hotel para descansar durante un viaje en carretera. Suele tener una o dos plantas, y a sus habitaciones se accede a través de un largo pasillo desde la recepción o incluso exclusivamente desde el aparcamiento. Proliferaron al lado de las grandes rutas que cruzan Estados Unidos.
La imagen de los moteles ha estado muy difundida en las películas estadounidenses. En la actualidad, estos hoteles se encuentran en Estados Unidos no solo al lado de las carreteras, sino incluso dentro de las ciudades, ya que el sistema se ha hecho muy popular y permite una gran intimidad y discreción para el usuario. También se han diseminado por todo el mundo copiando en parte el modelo que tanto se ha visto en el cine.

## Motel en Iberoamérica
Motel tiene otro significado en México, Centroamérica y la mayoría de países de Sudamérica, en esta región de América se distingue de los hoteles de carretera, por ser utilizados para encuentros sexuales de parejas (motelear), generalmente sin vínculo marital (novios, amigos, amantes, prostituta, compañeros de trabajo, taxi boys, etc.), por lapsos de tiempo por horas. Aunque también se suelen usar hoteles para estos tipos de encuentros íntimos, los hoteles se han visto más ligados a personas de una buena y más alta clase social económica, mientras que el encuentro íntimo en moteles es más común y popular debido al estos ser económicamente más accesible para las personas en una clase social promedio. En este sentido un sinónimo de motel es telo.